# Tom Cato Visnes
Tom Cato Visnes, född 27 november 1974, mest känd under artistnamnen King, King ov Hell och TC King, är en norsk musiker, tidigare basist i det norska black metal-bandet Gorgoroth, numera i Ov Hell och I.

## Gorgoroth
King var Gorgoroths fasta basist under perioden 1999-2006 och åter i en period under 2007. Han blev först medlem i bandet strax innan inspelningen av Gorgoroths femte album, Incipit Satan. Visnes skrev fem av låtarna på nästa album, Twilight of the Idols och all musik till plattan Ad Majorem Sathanas Gloriam, vilken nominerades i metalkategorin till Spellemannpriset 2006. I oktober 2007 beslutade King tillsammans med Gaahl, att gå skilda vägar med Infernus, gitarrist och grundare av Gorgoroth. Den rättsliga processen om rättigheten till bandnamnet som följde, avslutades med att Oslo tingsrätt meddelade att bandnamnet tillhörde Infernus. I ett pressmeddelande offentliggjorde King därefter att han och Gaahl skulle fortsätta spela tillsammans, men under ett annat bandnamn. Det nya bandets namn blev God Seed.

## Andra projekt
Tillsammans med tidigare Gorgoroth-trummisen Kvitrafn skapade Visnes projektet Jotunspor som spelar "noisy black metal". Gleipnirs Smeder som var deras debutalbum, gavs ut 2006 av skivbolaget Satanas Rex. Visnes är också basist i "supergruppen" I, som skapades som ett sidoprojekt av Immortal-medlemmen Abbath Doom Occulta. Gruppen gav ut debutalbumet Between Two Worlds år 2006. 
Visnes har även jobbat i band som gör musik utanför black metal-genren. Han är medlem i Sahg, ett doom metal-inspirerat band. Han har också varit basist och kompositör i det Spellemann-vinnande hårdrocksbandet Audrey Horne men han lämnade det bandet 2007. King var också basist i det norska bandet Clububba som var aktiva i början av 2000.

## Diskografi

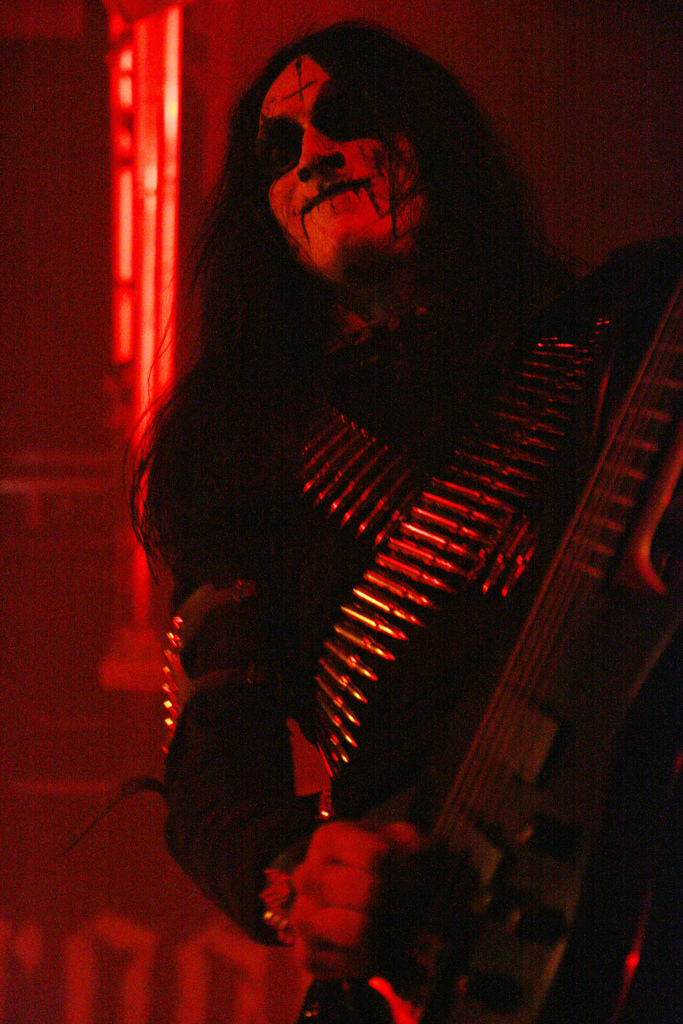
King live med Gorgoroth 2007

### Med Gorgoroth
- Incipit Satan (studioalbum, 2000)
- Twilight of the Idols (In Conspiracy with Satan) (studioalbum, 2003)
- Ad Majorem Sathanas Gloriam (studioalbum, 2006)
- Black Mass Krakow 2004 (DVD, 2008)

### Med Audrey Horne
- Confessions & Alcohol (EP, 2005)
- No Hay Banda (debutalbum, 2005)

### Med Sahg
- Sahg 1 (debutalbum, 2006)
- Sahg 2 (studioalbum, 2008)

### Med Jotunspor
- Gleipnirs smeder (debutalbum, 2006)

### Med I
- Between Two Worlds (debutalbum, 2006)

### Med Ov Hell
- The Underworld Regime (debutalbum 2010)